# Bundesstraße 117
Pour les articles homonymes, voir Route 117.
La Bundesstraße 117 est un projet de Bundesstraße dans le Land de Mecklembourg-Poméranie-Occidentale.
Elle doit commencer au croisement avec la B 105 à Kröpelin et se diriger vers le sud jusqu'à la jonction de Kröpelin sur la Bundesautobahn 20. La longueur de la B 117 serait d'environ 16 km. Un prolongement de la Bundesstraße 117 en direction de Bützow est prévu dans le Plan fédéral d'infrastructure de transport 2003.
La B 117 prévue est actuellement toujours désignée comme L 11.
Le n° 117 appartenait à une Reichsstrasse en Silésie jusqu'en 1945 et serait réaffecté. La Reichsstrasse 117 partait de Trebnitz, passait par Oels, Namslau, où la Reichsstrasse 118 bifurquait en direction d'Oppeln, Kreuzburg, Rosenberg O.S., où la Reichsstraße 386 bifurque vers le nord, Guttentag, Zawadzkie jusqu'à Peiskretscham, où elle rencontre la Reichsstraße 5.

## Source
- (de) Cet article est partiellement ou en totalité issu de l’article de Wikipédia en allemand intitulé « Bundesstraße 117 » (voir la liste des auteurs).